# Rasmus Bregnhøi
Rasmus Bregnhøi (født 1965 i Langerød ved Fredensborg) er en dansk illustrator, bladtegner og billedkunstner. Han er uddannet på Danmarks Designskole og Akademiet i Reykjavik, Island. Bregnhøi har illustreret over 20 billedbøger for børn og arbejdet som bladtegner ved Dagbladet Information og Berlingske Tidende. Rasmus Breghhøi har bl.a. udsmykket Danmarks Akvarium, 2002 og Gentofte Hovedbiblioteks børneafdeling, 2004. Hans illustrationer og malerier er ekspressive, legende og frække med naive figurer og elementer tydeligt inspireret af tegneserier.

## Bogudgivelser (udvalg)

### Illustrationer i billedbøger (udvalg)
- 1987: Martin Bregnhøi: Arne kan ikke li' heste
- 1989: Martin Bregnhøi: Borte – billedbok
- 2000: Christina Weise; Hr. Pling på pølsejagt
- 2000: Lotte Salling: Bager Basse og andre børnerim
- 2000: Peter Mouritzen: Det gale vejr
- 2001: Ti små cyklister
- 2001: Peter Mouritzen: Kukken – det gale ur
- 2002: Peter Nordahl: Ib bliver våd
- 2002: Peter Nordah]: Ib kan godt lide pølser
- 2003: Træmandens hus
- 2003: Kim Fupz Aakeson: Tante T
- 2003: Lotte Salling: Grummerim
- 2003: Lotte Salling: Sørøver Søren og andre alfabetrim
- 2003: Peter Mouritzen: Det gale alfabet
- 2003: Peter Nordahl: Ib er derhjemme
- 2003: Peter Nordahl: Ib får en tur
- 2004: Hanne Kvist: Osvald og gåden om ketchup
- 2004: Jacob Rask Nielsen: Texas Tex & Chico Tjubang : jagten på rumfolket
- 2004: Kim Fupz Aakeson: Den legetøjsløse stakkel
- 2005: H.C. Andersen: Fyrtøjet
- 2005: Lotte Salling: Superlusen Lurifax og andre børnerim
- 2006: Kim Fupz Aakeson: Damen der elskede sin dreng
- 2007: Kim Fupz Aakeson: Verdens uartigste dreng
- 2007: Mette Kappel: Troldetårnet

## Eksterne links
- Billedeksempler fra www.illustrationsbureauet.dk Arkiveret 22. juni 2007 hos  Wayback Machine
- www.rasmusbregnhoi.dk Arkiveret 26. juni 2017 hos  Wayback Machine
- Kunstanmeldelse Arkiveret 20. april 2007 hos  Wayback Machine
- Rasmus Bregnhøi på Forfatterweb.dk